# Жак Ерве
Жак Ерве (фр. Jacques Hervet; нар. 25 лютого 1961) — колишній французький тенісист.
Найвищу одиночну позицію світового рейтингу — 227 місце досяг 2 січня 1984, парну — 159 місце — 23 липня 1984 року.
Найвищим досягненням на турнірах Великого шолома було 2 коло в змішаному парному розряді.

## Титули на челленджерах

### Парний розряд: (1)
| Ранг | Дата           | Турнір         | Покриття | Партнер     | Суперники                           | Рахунок       |
| ---- | -------------- | -------------- | -------- | ----------- | ----------------------------------- | ------------- |
| 1.   | 11 червня 1984 | Брешія, Італія | Ґрунт    | Жером Ваньє | Алехандро Гансабаль Карлос Гаттікер | 7–5, 2–6, 6–4 |